# 宮林康
宮林 康（みやばやし やすし、1965年6月1日 - ）は、日本の俳優、声優、ナレーター。アクセント所属。北海道出身。

## 人物
劇団Actor5代表。
北海道で演劇、FMラジオパーソナリティー、テレビCMナレーターなどを務め、全国区では声優、ナレーターとして活躍。
特技は中国武術。

## 出演作品

### テレビアニメ
2003年
- PEACE MAKER鐵（宮部）

2004年
- 月詠 -MOON PHASE-（アクダ）
- BURN-UP SCRAMBLE（ロサン、最高議会幹部A、強盗C、コメンテーター）
- 遙かなる時空の中で-八葉抄-（僧、侍）
- MONSTER（クリンガー、ヴォルフの部下A、ボディーガード、マフィアB、刑事、管理人、司会者、証人B、警官B、男C 他）

2005年
- バジリスク 〜甲賀忍法帖〜（室賀豹馬）

2006年
- N・H・Kにようこそ!（パソコン、記者、男 他）
- ガラスの艦隊（ジャン＝リュック＝シルバネール）
- 銀河鉄道物語 〜永遠への分岐点〜（ガイ・ローレンス）
- 夜明け前より瑠璃色な 〜Crescent Love〜（ナレーション、朝霧千春、宮下教諭）
- 吉宗（御頭、語り、記者1 他）

2007年
- CLAYMORE（村人A、セレネ司祭、父親 他）
- 東京魔人學園剣風帖 龖（鳴瀧冬吾）
- 東京魔人學園剣風帖 龖 第弐幕（鳴瀧冬吾）

2008年
- ゴルゴ13（護衛官、警備員）
- BUS GAMER（桐生）
- 秘密 〜The Revelation〜（法務大臣、学の父、キャスター、長官）
- ONE OUTS -ワンナウツ-（アナウンサー）

2009年
- 青い文学シリーズ「人間失格」（マスター、ラジオの声、キャスター〈ラジオ〉）
- スレイヤーズEVOLUTION-R（村人A）
- 蒼天航路（李儒）
- WHITE ALBUM（冬弥の父、ドラム〈バンドマン〉）

2022年
- 邪神ちゃんドロップキックX（地元民B）

### 劇場アニメ
- 神秘の法（2012年、防衛大臣）

### OVA
- きらめき☆プロジェクト（2005年、ナレーション）
- 銀河鉄道物語 〜忘れられた時の惑星〜（2007年、執行人A）
- SUPERNATURAL: THE ANIMATION（2011年、ウィリー）

### ゲーム
1990年代
- 爆ボンバーマン（1997年、シリウス、レグルス）

2000年代
- ウルトラマン（2004年、ナレーション、ゾフィー）
- DUEL SAVIOR（2004年、ムドウ）
- この青空に約束を―（2006年、星野一誠）
- drastic Killer（2008年、ユイクス）
- Halo Wars（2009年、悔恨の預言者）

2010年代
- レゴシティ　アンダーカバー　(2013年、マリオン•ダンビー、チャン•チュアン)
- コール オブ デューティ ゴースト（2013年、アレックス・V・"エイジャックス"ジョンソン）
- ベヨネッタ（2014年、アントニオ・レッドグレイヴ）※Wii U版

2020年代
- グランブルーファンタジー（2022年、ジェローム大統領）

### ドラマCD
- 半分の月がのぼる空 VOL.1（2006年、田島）
- 憂鬱な朝 1・2・3・4・5・6（2010年 - 2019年、桂木高之）

### 吹き替え

#### 映画
- サンダーバード6号（2004年、ナレーション）※DVD版
- ゾディアック（2007年）
- ヘル・ドライブ（2010年、ケヴィン・コリガン）

#### ドラマ
- レスキュー・ミー NYの英雄たち（2006年、ジョニー）
- ディフェンダーズ 闘う弁護士（2011年）

「SUPER　NATURAL」第12seasonからFINAL　season　アーサーケッチ
- ホワット・イフ...?（2024年、エミネンス）

#### テレビ番組
- ボクらを作ったオモチャたち（英語版）（2017年 - 2018年、ナレーション） - 2シーズン

### ラジオ番組
- SOUND OF EARTH（FMノースウェーブ、北海道電力の提供）

### ナレーション
- いま世界は（BS朝日）
- 武豊TV!
- 鉄道車両列伝（MONDO21にて放送）
- 武装中学生（オーディオドラマ）